# Real World Records
Real World Records es una compañía discográfica británica fundada en 1989 por el músico Peter Gabriel con el objetivo de grabar y producir músicas del mundo, así como material discográfico propio.

## Historia
La compañía surge a raíz del éxito de los festivales de música étnica WOMAD y del interés de Peter Gabriel por la música tradicional de diferentes culturas, con el objetivo de dar a conocer al público en general todo tipo de músicas del mundo. Muchas de las producciones de la compañía fueron grabadas en los Real World Studios, en la localidad de Box (Wiltshire) en el Sudoeste de Inglaterra.
El sello se distribuye en todo el mundo a través de Republic Records. Anteriormente la compañía firmó acuerdos de distribución con Caroline Records, Ryko, Virgin Records y Narada Productions.
Real World Records ha publicado álbumes para artistas como la cantante española Estrella Morente, la artista etíope Tsedenia Gebremarkos, la noruega Mari Boine, la banda fusión Afro Celt Sound System, la banda Ashkhabad de Turkmenistán, los ugandeses Bernard Kabanda y Geoffrey Oryema, el británico Charlie Winston, la banda cubana Creole Choir of Cuba, los californianos Dengue Fever y Ozomatli, Farafina de Burkina Faso, la banda marroquí Hoba Hoba Spirit, Johnny Kalsi, las bandas británicas Joi y Spiro, el cantautor norteamericano Joseph Arthur, el supergrupo de Mali Les Amazones d'Afrique, el bluesman Little Axe, la cantante somalí Maryam Mursal, el músico pakistaní Nusrat Fateh Ali Khan, los hindús Paban Das Baul, Sheila Chandra, y U. Srinivas,, la Pan-African Orchestra, el músico congoleño Papa Wemba, el cuarteto de jazz londinense Portico Quartet, el etíope Samuel Yirga, la uzbeka Sevara Nazarkhan, The Blind Boys of Alabama, The Imagined Village, el grupo de folk finlandés Värttinä, Regina Spektor, Charlie Musselwhite o Jon Hopkins, además de los lanzamientos propios de Peter Gabriel.

## Discografía parcial
- ABoneCroneDrone, Sheila Chandra, 1996
- Among Brothers, Abderrahmane Abdelli, 2003
- Atom Bomb, The Blind Boys of Alabama, 2005
- Beat the Border, Geoffrey Oryema, 1993
- Big Blue Ball, various artists, 2008 (recorded 1991, 1992, 1995)
- Big City Secrets, Joseph Arthur, 1997
- Black Rock, Djivan Gasparyan & Michael Brook, 1998
- Coming Home, Yungchen Lhamo, 1998
- Djabote, Doudou Ndiaye Rose, 1992
- Emotion, Papa Wemba, 1995
- En Mana Kuoyo, Ayub Ogada, 1993
- Espace, Tama, 2002
- Higher Ground, The Blind Boys of Alabama, with Robert Randolph and the Family Band, and special guest Ben Harper, 2002
- In Your Hands, Charlie Winston, 2009
- Le Voyageur, Papa Wemba
- My Songs and a Poem, Estrella Morente, 2001
- Night Song, Nusrat Fateh Ali Khan & Michael Brook, 1995
- Night to Night, Geoffrey Oryema, 1996
- Pod, Afro Celt Sound System, 2004
- Plus from US, 1993
- Quick Look, Pina, 2002
- Rama Sreerama, U. Srinivas, 1994
- Real Sugar, Paban Das Baul & Sam Mills, 1997
- Sampradaya, Pandit Shiv Kumar Sharma, with Rahul Sharma, Shafaat Ahmed Khan & Manorama Sharma, 1999
- Serious Tam, Telek, 2000
- Sezoni, Mara! with Martenitsa Choir, 1999 (original release on Rufus Records, 1997)
- The Journey, Maryam Mursal, 1998
- The Last Prophet, Nusrat Fateh Ali Khan & Party, 1994
- The Mahabharata, Soundtrack, Various Artists, 1990
- The Truth (Ny Marina), The Justin Vali Trio, 1995
- The Zen Kiss, Sheila Chandra, 1994
- Tibet, Tibet, Yungchen Lhamo, 1996
- Trance, Hassan Hakmoun and Zahar, 1993
- Trísan, Trísan, 1992
- Untold Things, Jocelyn Pook, 2001
- Volume 2: Release, Afro Celt Sound System, 1999
- Volume 3: Further in Time, Afro Celt Sound System, 2001
- Weaving My Ancestor's Voices Sheila Chandra, 1992
- Yo‘l Bo‘lsin, Sevara Nazarkhan, 2003